# مجيد بن حدو
مجيد بن حدو (موليد 30 أكتوبر 1975) هو لاعب كرة قدم جزائري سابق قضى معظم حياته المهنية في اللعب مع نادي نيس. و موسم 1999-2000 مع نادي غرونوبل في الدوري الفرنسي، حيث لعب 18 مباراة وسجل هدفًا واحدًا. كانت لديه تجربة قصيرة غير ناجحة مع نادي غريمسبي تاون في عام 2005.

## روابط خارجية
- مجيد بن حدو على موقع قاعدة بيانات كرة القدم.إي يو (الإنجليزية)